# Annabella Drummond

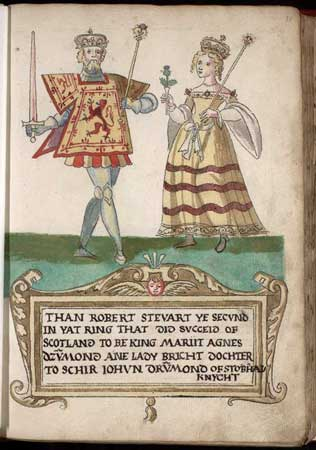
Annabella e suo marito il Re, dipinti nel Forman Armorial del 1562.

Annabella Drummond (Dunfermline, 1350 – Scone, ottobre 1401) è stata regina consorte di Roberto III di Scozia.

## Biografia
Era la figlia di Sir John Drummond di Stobhall, e di sua moglie, Mary Montifex, figlia maggiore e co-erede di Sir William de Montifex.

## Matrimonio
Sposò John Stewart (il futuro Roberto III) nel 1367. Presto fu coinvolta in una lotta di potere con il fratello di suo marito, Robert, sostenitore della legge salica.
Ebbero sette figli:
- Elisabetta, sposò James Douglas, I signore di Dalkeith
- Maria, sposò in prime nozze George Douglas, I conte di Angus, e in seconde nozze sir James Kennedy il Giovane, e in terze nozze Alexander Graham
- Egidia, morta giovane
- Margherita, sposò Archibald Douglas, IV conte di Douglas
- Roberto, morto giovane
- Davide, futuro duca di Rothesay
- Giacomo, futuro re di Scozia

### Regina
Annabella fu incoronata con Roberto III al Palazzo di Scone nel 1390.
Roberto III, invalido dal 1384 a causa di un incidente a cavallo, divenne sempre più abbattuto e incompetente durante tutto il suo regno e non era in grado di governare. Poiché il re non era in grado di governare, ad Annabella fu chiesto di gestire gli affari di stato. Le cronache scozzesi in genere lodano la regina Annabella e la sua condotta da regina. Per proteggere gli interessi di suo figlio maggiore, Davide, organizzò un grande torneo nel 1398 a Edimburgo, dove suo figlio maggiore fu nominato cavaliere. Nell'aprile di quell'anno fu creato duca di Rothesay e tenente del regno.
La città della contea di Fife, Inverkeithing era la sua residenza preferita, nella città venne costruita una lapide in arenaria, decorata con angeli e la sua araldica, che è presente nella parrocchia della città, e rappresenta uno dei migliori pezzi si scultura scozzese dell'alto medioevo.

## Morte
Morì nel 1401 nel Palazzo di Scone e venne sepolta nella sua città natale Dunfermline.